# Phacellus
Phacellus – rodzaj chrząszczy z rodziny kózkowatych i podrodziny zgrzypikowych.

## Zasięg występowania
Przedstawiciele tego rodzaju występują we wsch. części Ameryce Południowej od Wenezueli po płd. Brazylię.

## Systematyka
Do Phacellus należy 7 gatunków:
- Phacellus boryi
- Phacellus castaneus
- Phacellus cuvieri
- Phacellus dejeani
- Phacellus fulguratus
- Phacellus latreillei
- Phacellus plurimaculatus